# ژوئیه ۲۰۰۹
ژوئیه ۲۰۰۹ یکی از ماه‌های ۲۰۰۹ (میلادی) است.

## ۱ ژوئیه ۲۰۰۹
- قطعی پیامک‌های تلفن همراه در ایران پایان یافت

قطعی پیامک‌های تلفن همراه که در ایران از ۲۱ خرداد ۱۳۸۸ آغاز شده بود در همه اپراتورها پایان یافت. خبرگزاری مهر+اطلاعات بیشتر
- فرمانده پلیس ایران: «شاهد مرگ ندا تحت تعقیب است»

نیروی انتظامی ایران می‌گوید که آرش حجازی شاهدی که در لحظه مرگ ندا آقا سلطان در تجمع‌های معترضان به نتایج انتخابات حاضر بود، از سوی وزارت اطلاعات ایران، تحت تعقیب قرار گرفته‌است. وی همچنین مدعی شد که پلیس بین‌الملل نیز حجازی را تحت تعقیب قرار داده است. بی‌بی‌سی فارسی
- در خواست از دبیرکل سازمان ملل متحد برای سفر به ایران

سازمان‌های طرفدار حقوق بشر از بان کی مون، دبیر کل سازمان ملل متحد، در خواست کردند تا برای بررسی خشونت علیه معترضان به انتخابات به ایران سفر کند یا فرستاده‌ای را به این کشور اعزام کند
رادیو زمانه
- در سنای آمریکا، دموکرات‌ها به اکثریت قاطع دست یافتند

با رای دیوان عالی ایالت مینه‌سوتا در آمریکا، حزب دموکرات به اکثریت قاطع در مجلس سنای آمریکا دست یافت. بی‌بی‌سی فارسی
- احمدی‌نژاد: «پروژه براندازی نرم در ایران شکست خورد»

محمود احمدی‌نژاد، رئیس جمهوری ایران، در دیدار با مدیران و کارکنان وزارت اطلاعات ایران مدعی شد که «دشمنان علی‌رغم توطئه‌های پنهان و آشکاری که جهت براندازی نرم طراحی کرده‌بودند، بودند، شکست خورده و به اهدافشان نرسیدند». بی‌بی‌سی فارسی، رادیو بین‌الملی فرانسه
- جلوگیری از انتشار روزنامه اعتماد ملی در ایران

مسئولان حزب اعتماد ملی می‌گویند، که مقامات دادستانی تهران به دلیل چاپ «بیانیه تند» مهدی کروبی، در روز ۱۰ تیر، از انتشار روزنامه اعتماد ملی جلوگیری کردند. کروبی در این نامه «جمهوریت، اسلامیت و ایرانیت» را مورد تهاجم خوانده و در بیانیه خود از ملت ایران پوزش خواسته و کمک «نیروهای غیبی و ظاهری» را مانع از تغییر در قوه مجریه دانسته‌است. دویچه وله فارسی، بی‌بی‌سی فارسی+متن بیانیه مهدی کروبی
- «نزدیکی جنسی روزانه، کیفیت اسپرم را تقویت می‌کند»

دانشمندان استرالیایی، بر اساس یک تحقیق بی‌سابقه پزشکی، نظریه‌ای را مطرح کرده‌اند که بر اساس آن، «نزدیکی جنسی بصورت روزانه، کیفیت اسپرم را تقویت می‌کند و باعث بالارفتن احتمال حاملگی در زنان» می‌شود. بی‌بی‌سی انگلیسی

## ۲ ژوئیه ۲۰۰۹
- اینترپل: هیچگونه درخواستی از ایران در باره قتل ندا دریافت نشده است

دفتر مطبوعاتی پلیس بین‌الملل یا اینترپل اعلام کرد که پلیس بین‌الملل هیچگونه درخواستی از مقامات ایرانی در باره قتل ندا آقا سلطان دریافت نکرده است. روز پیش، سرتیپ پاسدار اسماعیل احمدی مقدم، فرمانده نیروی انتظامی جمهوری اسلامی، آرش حجازی نویسنده، مترجم و پزشک ایرانی شاهد قتل ندا آقاسلطان را به «سمپاشی» پیرامون قتل ندا متهم کرد و گفت وی به خارج از کشور فرار کرده و تحت تعقیب مقامات امنیتی جمهوری اسلامی و اینترپل است. رادیو فردا
- ایران اجلاس ادیان جهانی را ترک کرد

سومین اجلاس ادیان جهانی ۱۰ و ۱۱ تیر در قزاقستان با شرکت بیش از ۶۰ هیئت از نمایندگان ادیان برگزار شد. در نخستین روز این اجلاس، هیئت ایرانی به‌ریاست مشاور محمود احمدی‌نژاد، جلسه را به نشانه اعتراض به سخنرانی شیمعون پرس، رئیس جمهور اسرائیل ترک کرد. پیش از آن نیز، جمهوری اسلامی به نشانه اعتراض به کشورهای جمهوری آذربایجان و قزاقستان به دلیل افتتاح سفارت‌خانه‌های اسرائیل در این دو کشور، سفیر خود را از باکو فرا خوانده بود. دویچه وله فارسی
- عفو بین‌الملل: اسرائیل و حماس به جنایات جنگی متهم‌اند

سازمان عفو بین الملل، در گزارشی تفصیلی راجع به عملیات اسرائیل در نوار غزه، اعلام کرد که اقدامات نیروهای اسرائیلی در کشتن صدها غیرنظامی فلسطینی و ویران کردن هزاران خانه ، جنایات جنگی بشمار می رود. به گزارش این سازمان، نیروهای اسرائیل در جریان حمله به غزه «از کودکان به عنوان سپر انسانی استفاده کرده‌اند.» عفو بین الملل، پرتاب راکت توسط سازمان حماس به مناطق غیرنظامی اسرائیل را نیز در حکم جنایت جنگی دانسته است. رادیو زمانه، رادیو فردا
- محمد خاتمی: «انتخابات ریاست جمهوری، کودتایی علیه دمکراسی بود»

محمد خاتمی، رییس جمهور سابق ایران در دیدار با خانواده های تعدادی از معترضان بازداشت شده و در اظهارنظری کم‌سابقه، انتخابات ریاست جمهوری را «کودتایی علیه مردم‌سالاری» توصیف کرده‌است. او گفته است: «اعتراض مردم سرکوب شده، کسانی که باید مدافع حقوق مردم باشند آن ها را تحقیر می کنند و در فضایی تبلیغاتی که مدام از آن سم به جامعه تزریق می شود حرکت مترقی و آرام مردم به اغتشاش و انقلاب رنگی با منشا بیگانه تعبیر می شود و چهره هایی که همگی سابقه ای روشن دارند هدف پروژه نخ نمای تواب سازی و گرفتن اعترافات بی اساس و نمایشهای تلویزیونی قرار می گیرند و آنگاه دم از آشتی ملی و فضای آرام زده می شود.» پیشتر، میرحسین موسوی گفته بود که «انتخاب دوباره محمود احمدی‌نژاد مشروعیت ندارد». میرحسین موسوی، هم‌چنین از طرفدارانش خواسته تا به مبارزه برای حقوق مردم ادامه‌دهند. صدای آمریکا، بی‌بی‌سی فارسی+متن کامل

## ۳ ژوئیه ۲۰۰۹
- هشدار اروپا به ایران: «آماده اقدام هستیم»

ریاست اتحادیه اروپا، اعلام کرد در صورتی که نظام جمهوری اسلامی ایران، تمامی کارکنان سفارت بریتانیا در تهران را آزاد نکند، این اتحادیه «آماده اقدام» است. کشورهای اروپایی هم‌اینک در حال بررسی پیشنهاد بریتانیا برای فراخواندن تمامی سفرای ۲۷ کشور عضو اتحادیه اروپا از تهران؛ به نشانه اعتراض علیه آزار و اذیت کارکنان سفارت بریتانیا هستند. رادیو زمانه
- کاخ سفید: «ایران موضوع سفر اوباما به روسیه است»

مقام‌های کاخ سفید با اشاره به دیدار آتی باراک اوباما از روسیه و شرکت در اجلاس سران گروه هشت در ایتالیا در هفته آینده، ناآرامی‌های ایران و برنامه هسته‌ای این کشور را موضوع‌های اصلی گفتگوهای او با دمیتری مدودوف، رئیس‌جمهور روسیه‌، عنوان کرده‌اند. بی‌بی‌سی فارسی
- صدر اعظم آلمان خواهان حمایت گروه هشت از حقوق مردم ایران شد

آنگلا مرکل، صدر اعظم آلمان، از رهبران گروه هشت که هفته آینده در ایتالیا برگزار می‌شود خواسته‌است تا «پیام واحد نیرومندی در حمایت از حقوق انسانی مردم ایران، به نظام جمهوری اسلامی بفرستند». صدای آمریکا

## ۴ ژوئیه ۲۰۰۹
- اعتراض مجمع مدرسین و محققین حوزه علمیه قم به تأیید انتخابات ریاست جمهوری دهم

مجمع مدرسین و محققین حوزه علمیه قم در چهارمین بیانیه خود، ضمن انتقاد از نحوه برگزاری دهمین انتخابات ریاست جمهوری اسلامی ایران، به تایید نتایج آن از سوی شورای نگهبان اعتراض کرد و عملکرد صدا و سیما و قوه قضائیه در جانبداری و تبعیض به نفع یکی از کاندیداها را مورد انتقاد قرار داد. این مجمع دولت کنونی را دولت بر آمده از «تخلف‌های گسترده» انتخاباتی و «نامشروع» خواند و در بیانیه خود افزود: «از قوه قضائیه می‌خواهیم هرچه زودتر افراد دستگیر شده در اجتماعات آرام را آزاد کند و عاملان و آمران ضرب و شتمها، قتلها و تخریب‌های کوی دانشگاه و جاهای دیگر را شناسایی و مجازات نماید». وبگاه رسمی مجمع مدرسین و محققین حوزه علمیه قم، رادیو زمانه
- کشف سه گونه جدید دایناسور

دیرین شناسان در استرالیا اعلام کرده‌اند که با بررسی و آزمایش فسیل‌های کشف شده در منطقه کوئینزلند، ۳ گونه جدید دایناسور شناسایی شده‌اند.بی‌بی‌سی فارسی
- پرتاب آزمایشی چهار موشک به وسیله کره شمالی

کره شمالی در اقدامی که نوعی بی اعتنایی نسبت به آمریکا در روز استقلال این کشور یعنی در روز چهارم ژوئیه، تلقی شده، دست به یک رشته آزمایش موشکی زده‌است.بی‌بی‌سی

## ۵ ژوئیه ۲۰۰۹
- رئیس اتحادیه اروپا اعدام ۲۰ نفر در ایران را محکوم کرد

سوئد در یکی از اولین اقدامات خود به عنوان رئیس دوره‌ای جدید اتحادیه اروپا، در بیانیه‌ای اعدام ۲۰ قاچاقچی مواد مخدر در ایران را که روز جمعه اتفاق افتاد شدیدا محکوم کرد. رادیو فردا
- دستور رییس قوه قضاییه ایران برای برخورد با رسانه‌های بین‌المللی

محمود هاشمی شاهرودی، رئیس قوه قضاییه‌ی ایران، در بخش‌نامه‌ای از کلیه‌ی واحدهای قضایی کشور خواست تا با آنچه او آن را توسعه کمی و کیفی شبکه‌های ماهواره‌ای و سایت‌های اینترنتی «مخالف نظام» می‌خواند، برخورد کنند. دویچه وله فارسی، بی‌بی‌سی فارسی
- مخالفت روسیه با گسترش تحریم‌ها علیه جمهوری اسلامی

دمیتری مدودف، رییس جمهور روسیه تحریم‌های بیشتر علیه نظام جمهوری اسلامی ایران را «غیرسازنده» خواند. وی در مصاحبه‌ای با شبکه‌ی تلویزیونی ایتالیایی RAI گفت که «از تلاش‌های آمریکا برای گفت‌وگوی مستقیم با جمهوری اسلامی حمایت می‌کند». دویچه وله فارسی
- سفر یک هیات بحرینی به اسرائیل

مقام‌های پادشاهی بحرین برای اولین بار برای تحویل پنج تبعه بحرین از اسرائیل به این کشور سفر کردند. این پنج تبعه بحرین، قصد داشتند با یک کشتی که از قبرس به حرکت در آمده بود به غزه سفر کنند و تحریم‌های اسرائیل بر علیه حماس را نقض کنند که توسط نیروی دریایی اسرائیل متوقف شدند. بی‌بی‌سی فارسی
- نام راجر فدرر در تاریخ ورزش ثبت شد

در یکی از خارق‌العاده‌ترین مسابقات فینال تنیس در تاریخ تورنمنت ویمبلدون، راجر فدرر، تنیس‌باز مشهور سویسی، اندی رادیک، تنیس‌باز شماره یک آمریکا را در پنج ست شکست داد تا به پانزدهمین مقام قهرمانی خود در تورنمنت‌های گرند اسلم دست یابد. بی‌بی‌سی فارسی

## ۶ ژوئیه ۲۰۰۹
- حزب کارگزاران سازندگی نتایج انتخاب ایران را ناپذیرفتنی خواند

حزب کارگزاران سازندگی ایران با انتشار بیانیه‌ای نتیجه دهمین دوره انتخابات ریاست جمهوری این کشور را قابل پذیرش ندانسته است.بی‌بی‌سی فارسی
- دست‌کم یکصد و چهل کشته در درگیری قومی در چین

درگیری میان مسلمانان اویغور استان سینکیانگ، واقع در شمال غرب چین، و ساکنان چینی‌تباری که در این استان سکونت گزیده‌اند یکصد و چهل کشته و حدود هشتصد نفر زخمی برجای گذاشت. این درگیری روز یکشنبه در شهر اورومچی، مرکز استان سینکیانگ و ظاهراً در پی انتشار شایعاتی در مورد حمله چینی‌ها به مهاجران ایغور در جنوب چین آغاز شد. بی‌بی‌سی فارسی، رویترز
- انفجار بمب در ترکیه ۴ کشته و ۹ زخمی برجای گذاشت

انفجار بمب در استان سیرناک در جنوب شرقی ترکیه به کشته شدن چهار کارگر منجر شده‌است. بی‌بی‌سی فارسی
- ایران یک کارمند دیگر سفارت بریتانیا را آزاد کرد

وزارت امور خارجه بریتانیا اعلام کرده که ایران یکی دیگر کارمندان سفارت این کشور در تهران را که بیش از یک هفته پیش توسط مقامات ایران بازداشت شده بود، آزاد کرده‌است. بی‌بی‌سی فارسی
- جو بایدن: «مانع حمله اسرائیل به تاسیسات اتمی ایران نخواهیم شد»

جو بایدن، معاون رئیس جمهور ایالات متحده آمریکا، بر تعهد آمریکا به مذاکره اتمی با ایران در چهارچوب گروه (۵+۱)، تاکید کرد، اما گفت که «آمریکا نمی‌تواند مانع از این شود که اسرائیل مسیر دیگری در برابر ایران انتخاب کند». بی‌بی‌سی فارسی

## ۷ ژوئیه ۲۰۰۹
- فرانسه خواستار آزادی تبعه خود در ایران شد

نیکلا سارکوزی خواستار آزادی کلوتيلد ريس شد. کلوتید ریس، دانشجوی ۲۳ ساله علوم سیاسی، که در دانشگاه اصفهان مدتی تدریس کرد، در ایران به جرم جاسوسی در بازداشت به سر می‌برد. تایمز لندن، بی بی سی
- توافق مهم آمریکا و روسیه بر سر کاهش تسلیحات اتمی و سرکوب طالبان

ایالات متحده آمریکا و فدراسیون روسیه، بر سر کاهش زرادخانه اتمی خود و تسهیل سرکوب طالبان به توافق رسیدند. باراک اوباما، رئیس‌جمهور آمریکا، پس از مذاکره با دمیتری مدودیف، همتای روسی خود، این خبر را اعلام کرد. دویچه وله فارسی، نیویورک تایمز
- شورای امنیت کره شمالی را محکوم کرد

شورای امنیت سازمان ملل متحد، با صدور بیانیه‌ای آزمایش‌های موشکی جدید کره شمالی را مغایر قطعنامه‌های این نهاد دانسته و محکوم کرده‌است. کره شمالی در تاریخ ۴ ژوئیه، هفت موشک میان‌برد در سواحل شرقی شبه‌جزیره کره پرتاب کرد. بی‌بی‌سی فارسی، دویچه وله فارسی
- رابرت مک‌نامارا درگذشت

رابرت مک‌نامارا طراح جنگ ویتنام در سن ۹۳ سالگی درگذشت. او تا پایان عمر از تصمیات اشتباهی که در مقام وزیر دفاع آمریکا گرفت، که منجر به آغاز جنگ ویتنام شد، رنج می‌برد و در سال‌های پایانی عمرش، گفت که «این جنگ، اشتباهی وحشتناک بود». دویچه وله فارسی، نیویورک تایمز
- گرامی‌داشت صدام‌حسین در عراق ممنوع شد

بر اساس فرمان اجرایی هیئت دولت عراق، «گرامی‌داشت برنامه‌ریزی‌شده‌ی یاد صدام حسین»، دیکتاتور و رئیس‌جمهور پیشین عراق، در سراسر کشور ممنوع شده‌است.  صدام حسین به حکم دادگاهی عراقی و به جرم جنایت علیه بشریت در تاریخ ۳۰ دسامبر ۲۰۰۶، اعدام شد. دویچه وله فارسی
- نگرانی از شکنجه عیسی سحرخیز

سازمان عفو بین الملل با انتشار بیانیه ای از احتمال شکنجه عیسی سحرخیز روزنامه نگار اصلاح طلبی که پس از انتخابات در کنار صدها تن دیگر بازداشت شد ابراز نگرانی کرد.صدای آلمان

## ۸ ژوئیه ۲۰۰۹
- برندگان جایزه صلح نوبل: «سازمان ملل به ایران نماینده بفرستد»

۱۰ تن از برندگان جايزه صلح نوبل، در نامه‌ای خطاب به بان کی‌مون دبير کل سازمان ملل متحد، از وی خواستند تا نماينده ويژه‌ای را برای تحقيق درباره وضعيت فعلی نقض حقوق بشر در ايران منصوب و در کم‌ترين فرصت به این کشور اعزام کند. بتی ویلیامز (Betty Williams)، می‌ريد مگوایر (Mairead Maguire)، وانگاری ماآتای (Wangari Maathai)، ريگوبرتا منچو توم (Rigoberta Menchú Tum)، جدی ويليامز، کيم دای جونگ (Kim Dae-jung)، لرد ديويد تريمبل (David Trimble)، آدولفو پرز اسکويول، اسقف دزموند توتو (Desmond Tutu)، و پروفسور الی ویزل (Elie Wiesel) از امضاکنندگان این نامه هستند. رادیو فردا، سی‌ان‌ان
- ادامه ناآرامی‌ها در چین

چین نیروهای نظامی به ناحیه شین ژیانگ (ترکستان شرقی) در غرب چین جهت کنترل ناآرامی‌ها اعزام کرد. تا کنون هیچ یک از اعضای سازمان کنفرانس اسلامی سخنی از اقلیت مسلمان اویغور، که محور این اعتراضات هستند به میان نیاورده‌اند. سی‌ان‌ان، الجزیره انگلیسی
- مراسم یادبود مایکل جکسون برگزار شد

دو هفته پس از درگذشت نابهنگام مایکل جکسون، سرانجام خانواده و طرفداران وی با این فوق ستاره‌ی دنیای موسیقی پاپ خداحافظی کردند. مراسم دو ساعته‌ی یادبود مایکل جکسون، سرشار از لحظات به یادماندنی بود و ستارگانی از دنیای موسیقی و حتی ورزش سخنانی را در تجلیل از زندگی خصوصی و هنری او بیان کردند. جسد مایکل جکسون در گورستان فارست لاون لس‌آنجلس دفن خواهد شد. دویچه وله فارسی، نیویورک تایمز
- شیرین عبادی در پارلمان ایتالیا و قرائت پیام نرگس محمدی

نرگس محمدی، فعال حقوق بشر و روزنامه‌نگار، که به دلیل ممنوع‌الخروج بودن توسط دولت ایران، نتوانسته‌است، برای دریافت جایزه‌ی «بنیاد الکساندر لانگر»، شخصا به ایتالیا سفر کند، متن سخنرانی خود در برابر پارلمان این کشور را از طریق شیرین عبادی به گوش نمایندگان مردم ایتالیا رساند. دویچه وله فارسی

## ۹ ژوئیه ۲۰۰۹
- وب‌گاه های کره جنوبی هدف حملات مجازی قرار گرفتند

یک سلسله حملات مجازی سازماندهی شده وب‌گاه های دولتی و غیر دولتی کره جنوبی را مورد حمله قرار دادند. آسوشیتد پرس
- درگیری پلیس و نیروهای ضد شورش با تجمع هزاران معترض در تهران

با وجود تلاش نیروهای امنیتی برای ممانعت از برگزاری تجمعات به مناسبت دهمین سالگرد حوادث ۱۸ تیر، گزارش های دریافتی از شاهدان عینی از تهران حاکی است که هزاران تن از تظاهرکنندگان با سر دادن شعارهای «مرگ بر دیکتاتور» از مسیرهای مختلف به سمت خیابان انقلاب و دانشگاه تهران حرکت کرده و تجمع‌هایی برگزار کرده‌اند. نیروهای ضد شورش، بسیجی و لباس شخصی با حمله به تظاهر کنندگان با باتوم و سلاح های سرد دیگر به ضرب و شتم آنها پرداخته‌اند و برای جلوگیری از هر گونه تجمع بزرگی، گاز اشک آور به سمت در بزرگ دانشگاه تهران شلیک شده است. بی‌بی‌سی فارسی، رادیو فردا
- گروه هشت، خشونت‌های دولتی علیه مردم ایران را تقبیح کرد

سران گروه هشت در شهر لاکویلا ایتالیا، با انتشار بیانیه‌ای «نگرانی جدی» خود را از خشونت‌های دولتی علیه مردم ایران در روزهای پس از برگزاری انتخابات ریاست جمهوری در این کشور اعلام کرده‌اند. این بیانیه «دخالت دولت ایران در فعالیت‌های رسانه‌ها» و «بازداشت غیرموجه» روزنامه‌نگاران و اتباع خارجی را غیرقابل قبول دانسته‌است. سران هشت قدرت صنعتی جهان، هم‌چنین بر ضرورت پیدا کردن راه حل مسالمت‌آمیزی برای خاتمه تنش هسته‌ای با ایران تاکید کردند. دویچه وله فارسی، بی‌بی‌سی فارسی، نیویورک تایمز
- آمریکا ۵ مآمور ایرانی را آزاد کرد

۵ مأمور ایرانی که از دی‌ماه سال ۱۳۸۵ در بازداشت نیروهای آمریکایی در عراق بودند، آزاد شدند. این مآموران به دخالت در ناآرامی‌های عراق متهم بودند و بازداشتشان از موضوع‌های مناقشه‌انگیز میان واشنگتن و تهران بود. نظام جمهوری اسلامی ایران، بازداشت‌شدگان را افراد دارای مأموریت دیپلماتیک توصیف می‌کرد. دویچه وله فارسی
- تایید قتل ستاره فوتبال آمریکا توسط یک ایرانی

اداره پلیس نشویل اعلام کرد که بر طبق شواهد، استیو مک نیر، ستاره فوتبال آمریکایی تیم تنسی تایتنز، با چهار گلوله توسط ساحل کاظمی، دوست دختر مخفی او از پای درآمد. ساحل کاظمی نیز پس از قتل مک نیر اقدام به خودکشی کرده است. واشینگتن پست، شبکه فاکس نیوز، اسکای نیوز
- درگذشت مهدی آذریزدی

مهدی آذریزدی از پیشگامان ادبیات کودک در ایران صبح این روز در 87 سالگی در تهران درگذشت.

## ۱۰ ژوئیه ۲۰۰۹
- ایران سفرای آلمان و ایتالیا را احضار کرد

در پی کشته شدن یک زن مسلمان مصری در دادگاهی در شهر درسدن آلمان، وزارت امور خارجه ایران سفیر آلمان در تهران را فرا خوانده‌است و سفیر ایتالیا نیز به دلیل آنچه که وزارت خارجه ایران «به کارگیری خشونت از جانب پلیس ایتالیا علیه تظاهرکنندگان و مخالفان اجلاس گروه هشت» خوانده، احضار شده‌است.بی‌بی‌سی فارسی
- اتحادیهٔ اروپا دیگر به دیپلمات‌های ایران روادید نمی‌دهد

در نامهٔ دولت سوئد، رییس ادواری اتحادیهٔ اروپا به ۲۷ کشور عضو اعلام شده که «دیپلمات‌ها و وابستگان دولت ایران، تا اطلاع بعدی روادید تازه‌ای از کشورهای عضو اتحادیه اروپا، دریافت نخواهند کرد و روادیدهای کهنهٔ آنان نیز دیگر تمدید نمی‌شود». برپایه این بخشنامه، «اگر چه درخواست روادید دیپلمات‌های ایرانی از سوی کشورهای اتحادیهٔ اروپا رد نمی‌شود، ولی روادیدی هم برای آنان صادر نمی‌شود». دویچه وله فارسی
- دیدبان حقوق بشر: «زندانیان برای اعتراف‌های دروغین زیر فشارند»

دیدبان حقوق بشر می‌گوید، دولت ایران بازداشت‌شدگان حوادث اخیر را به اشکال مختلف زیر فشار گذاشته تا آنها را به اعتراف‌های دروغین وادار کند. در سه هفتهٔ اخیر نزدیک به ۲۵۰۰ نفر در ایران بازداشت شده‌اند که صدها تن از آنها چهره‌های سیاسی سرشناس، دولتمردان سابق و روزنامه‌نگاران و دانشجویان هستند. دویچه وله فارسی، رادیو بین‌المللی فرانسه
- نامه ۲۴۰ محقق و برنده المپیادهای علمی «سرکوب دانشگاهیان و مردم را پایان دهید.»

۲۴۰ نفر از پژوهشگران علمی کشور که در میان آنها نام ۵۴ نفر از برندگان مدال‌های المپیادهای علمی به چشم می‌خورد، خواستار پایان برخوردهای سرکوب گرانه با دانشگاهیان و مردم شدند. در این نامه سرگشاده آمده‌است: «با کمالِ تاسف، نیروهای منتسب به ارگان‌های نظامیِ کشور با رفتارِ غیر قابل توجیه خود به سلب امنیت از این اجتماعات و کشتارِ مردم با شلیک مستقیمِ گلوله دست زدند... به راستی آیا نمی‌شد به جای استفاده از قوه قهریه، از همان ابتدا با برقراری امنیت برای اعتراضات مردمی و با اطلاع رسانی شفاف، به خصوص از رسانه ملی، به حل مسالمت‌آمیز مشکلات پیش آمده اقدام کرد؟» بی بی سی فارسی
- دادگاه عدالت اروپا تحریم بانک ملی لندن را «تایید کرد»

شعبه دوم بخش بدوی دادگاه اروپا در لوکزامبورگ، مرجع رسیدگی به اختلافات حقوقی در اتحادیه اروپا، دادخواست بانک ملی لندن برای صدور حکم آزاد کردن دارایی‌های مسدود شده بانک را ناموجه خواند و به این ترتیب، تصمیم کشورهای عضو اتحادیه اروپا در وضع تحریم علیه این بانک را مورد تایید قرار داد. بی‌بی‌سی فارسی، دویچه وله فارسی
- انفجار در افغانستان «۲۵ کشته» برجای گذاشت

وزارت داخله افغانستان می‌گوید، دست کم ۲۵ نفر در انفجاری در ولایت لوگر در جنوب کابل کشته و چهار تن دیگر زخمی شده‌اند. بی‌بی‌سی فارسی

## ۱۱ ژوئیه ۲۰۰۹
- شماری از قربانیان سربرنیتسا به خاک سپرده شدند

بقایای شناسایی‌شده ۵۳۴ نفر از قربانیان مسلمان نسل‌کشی سربرنیتسا پس از چهارده سال به خاک سپرده‌شدند. در این مراسم، هزاران تن از شهروندان سربرنیتسا و خانواده‌های قربانیان در گورستانی در شرق این شهر جنازه این افراد را تشییع کردند. تشییع‌شدگان بخشی از حدود هشت هزار مسلمان بوسنیایی بودند که در حمله صرب‌های بوسنی به این شهر، بازداشت و سپس قتل عام شدند. بی‌بی‌سی فارسی
- دادگاه ۲۵ فرانسوی را به اتهام شکنجه و قتل یک یهودی محکوم کرد

دادگاهی در پاریس، ۲۵ مرد و زن مسلمان‌تبار فرانسوی عضو «گروه بربرها» را به اتهام ربودن، شکنجه و قتل یک جوان یهودی فرانسوی به نام ایلان حلیمی، محکوم کرد. متهم ردیف اول که از مهاجرین ساحل عاجی‌تبار است، به حبس ابد محکوم شد و دیگر ۲۴ متهم پرونده، به شش ماه تا ۲۲‎ سال زندان محکوم شده‌اند. یدیعوت اخرونوت
- پایان کنفرانس سران گروه هشت در ایتالیا

هشت کشور بزرگ صنعتی جهان، موسوم به گروه هشت و دیگر کشورهایی که به نشست سران این گروه در لاکویلا، ایتالیا دعوت شده‌بودند، با تخصیص پانزده میلیارد دلار، به تضمین امنیت مواد غذایی در سه سال آینده موافقت کردند. هم‌چنین گروه هشت تا ماه سپتامبر سال جاری به نظام جمهوری اسلامی ایران مهلت داد تا بر سر میز مذاکره برای حل مناقشه اتمی ایران بازگردد. رادیو بین‌المللی فرانسه، دویچه وله فارسی، رادیو زمانه
- گفتگوهای سیاسی هندوراس بدون توافق پایان یافت

گفتگوهای دو روزه که با هدف پایان‌دادن به بحران سیاسی هندوراس در کاستریکا برگزار شده‌بود، بدون نتیجه پایان یافته‌است. در جریان گفتگوها مانوئل زلایا، رئیس‌جمهوری مخلوع هندوراس و روبرتو میچلتی، رهبر کودتاچیان، با یکدیگر گفتگوی مستقیم نکردند، بلکه هر کدام به طور جداگانه با اسکار آریاس، رئیس‌جمهوری کاستاریکا دیدار داشتند. بی‌بی‌سی فارسی
- ترکیه کشتار مسلمانان در چین را نسل‌کشی نامید

ترکیه در نخستین واکنش یک کشور مسلمان به وضعیت اویغورها در شین ژیانگ (ترکستان شرقی) در غرب چین، کشتار این اقلیت مسلمان را یک نسل‌کشی خواند. یورونیوز، بی‌بی‌سی

## ۱۲ ژوئیه ۲۰۰۹
- تا دو سال دیگر جمعیت جهان به بیش از هفت میلیارد نفر می‌رسد

برمبنای برآوردهای جدید سازمان ملل متحد، جمعیت کنونی کرهٔ زمین ۶٫۸ میلیارد نفر است. بر اساس این برآورد، شمار ساکنان کره زمین تا سال ۲۰۵۰ میلادی، به بیش از ۹٫۱ میلیارد نفر خواهد رسید. دویچه وله فارسی
- محسن رضایی: وضعیت کنونی منجر به «فروپاشی» خواهد شد

محسن رضایی دبیر فعلی مجمع تشخیص مصلحت نظام و فرمانده پیشین سپاه پاسداران انقلاب اسلامی، در یک موضع‌گیری صریح به مقام‌های ایران هشدار داد که جامعه کنونی و طرفداران «نظام جمهوری اسلامی»، دچار اختلاف شده و ادامه این وضعیت جمهوری اسلامی را به سوی «فروپاشی» خواهد برد. رضایی در نامه خود که خطاب به مردم ایران نوشته شده، اتهام زدن و «خوارج» و «منافقین جدید» نامیدن برخی خانواده‌های‌ انقلاب را که از سوی تعدادی انجام میشود، «توطئه‌ای» خوانده که هدفش «فروپاشی درونی» نظام جمهوری اسلامی است. تابناک، رادیو زمانه
- محکومیت ۱۲ نفر در سیستان و بلوچستان به اعدام

دوازده نفر از اعضای جندالله به اعدام محکوم شدند. حکم این افراد تا یک هفته دیگر، احتمالاً در ملاءعام، اجرا می‌شود. عبدالحمید ریگی، برادر عبدالمالک ریگی یکی از محکومین به اعدام است. رادیو فرانسه

## ۱۳ ژوئیه ۲۰۰۹
- پروژه نابوکو به امضا رسید

پنج کشور ذی‌نفع قرارداد احداث خط لوله‌ی گاز نابوکو را در آنکارا، پایتخت ترکیه، امضا کردند. خط لوله‌ی نابوکو به طول حدود ۳۳۰۰ کیلومتر از کشورهای ترکیه، بلغارستان، رومانی، مجارستان و اتریش خواهد گذشت. به این ترتیب گاز حوزه‌ی دریای خزر و آسیای میانه بدون استفاده از قلمرو روسیه به اروپا خواهد رسید و وابستگی کشورهای عضو اتحادیه اروپا به گاز روسیه و شرکت گازپروم را کاهش خواهد داد. دویچه وله فارسی، بی‌بی‌سی فارسی، رادیو بین‌المللی فرانسه
- پاسخ آلمان به خواست احمدی‌نژاد برای مجازات این کشور

دولت آلمان، با رد ادعاهای محمود احمدی‌نژاد، گفته است که آلمان به خارجی‌ستیزی و اسلام‌‌ستیزی فرصت نمی‌دهد. محمود احمدی‌نژاد مدعی شده بود که قتل یک زن مصری‌تبار در دادگاهی در آلمان، «سازمان ملل متحد را رسوا کرده است». محمود احمدی‌نژاد، هم‌چنین خواهان «تحریم آلمان توسط شورای امنیت سازمان ملل» شده‌است. دویچه وله فارسی
- بریتانیا قرارداد فروش سلاح به اسرائیل را لغو کرد

وزارت امور خارجه بریتانیا اعلام کرد که چند پروانه فروش تسلیحات به اسرائیل، را لغو کرده‌است. علت این تصمیم دولت بریتانیا، اقدامات اسرائیل در نبرد اسرائیل و حماس در غزه دانسته شده‌است. طی عملیات تهاجمی ۲۲ روزه نیروهای دفاعی اسرائیل به نوار غزه، حدود ۱۴۰۰ فلسطینی و ۱۴ اسرائیلی، جان باختند. دویچه وله فارسی، بی‌بی‌سی فارسی
- پیکر سهراب اعرابی به خاک سپرده شد

سهراب اعرابی، جوان نوزده ساله‌ای که به نتیجه‌ی انتخابات ریاست جمهوری اعتراض داشت، ۲۸ روز پس از اصابت گلوله به سینه‌اش، روز ۲۲ تیرماه در بهشت زهرای تهران به خاک سپرده شد. برخی رسانه‌ها، اعلام کرده بودند که سهراب اعرابی، پس از دستگیر شدن توسط نیروهای امنیتی جمهوری اسلامی، زیر «شکنجه‌ها» در زندان اوین جان‌باخته است. بی‌بی‌سی فارسی، دویچه وله فارسی، رادیو زمانه، رادیو فردا، رادیو بین‌المللی فرانسه
- عضو سابق ارتش نازی در آلمان محاکمه می‌شود

دادستانی شهر مونیخ از محاکمه جان دمیانیوک، زندان‌بان سابق ارتش نازی که متهم به جنایت علیه بشریت، نسل‌کشی و مشارکت در هولوکاست است، خبر داد. جان دمیانیوک، در تاریخ ۱۲ مه ۲۰۰۹ از آمریکا به دولت آلمان مسترد شد. او متهم است که در سال ۱۹۴۳ میلادی، در اردوگاه مرگ زوبی‌بور در خاک لهستان، هزاران نفر از یهودیان را روانه اتاق گاز کرده‌است. دویچه وله فارسی

## ۱۴ ژوئیه ۲۰۰۹
- کسری بودجه آمریکا از مرز یک تریلیون دلار گذشت

کسری بودجه سال مالی جاری ایالات متحده آمریکا برای اولین بار در تاریخ این کشور، از مرز «یک تریلیون دلار» گذشت. وزارت خزانه داری ایالات متحده آمریکا، پیشتر این تحول را پیش‌بینی کرده بود. بی‌بی‌سی فارسی
- دولت آمریکا خواهان آزادی کیان تاج‌بخش در ایران شد

وزارت امورخارجه ایالات متحده آمریکا در واکنشی رسمی، خواهان آزادی یحیی کیان تاج‌بخش، پژوهشگر ایرانی-آمریکایی و رفع ممنوع‌الخروجی عشا مومنی، دانشجوی ایرانی-آمریکایی از ایران شده‌است. بی‌بی‌سی فارسی
- محکومیت به اعدام ۶ شهروند يمنى به اتهام عضويت در سازمان القاعده

یک دادگاه ويژه بررسى پرونده‌های تروريستى در كشور يمن، ۶ تن از اتباع اين كشور را به جرم عضويت در سازمان تروریستی القاعده وانجام حملات خون‌بار، به اعدام محكوم كرد و ۱۰ نفر ديگر از جمله ۴ شهروند اهل سوريه و یک تبعه عربستان سعودى را به ۸ تا ۱۵ سال زندان محكوم كرد. العربیه فارسی
- یک ایرانی در سوئد، خانواده‌ی خود را سال‌ها در خانه زندانی کرده بود

یک مهاجر ایرانی در سوئد، به اتهام حبس چند ساله‌ی همسر و چهار فرزند جوان و نوجوان خود در خانه، بازداشت شده است. فرزندان این مرد بین ۱۶ تا ۲۲ سال سن دارند و به مدرسه و دبیرستان نرفته‌اند. این مرد ایرانی به حمله و تهدید اعضای خانواده خویش نیز متهم شده است. دویچه وله فارسی

## ۱۵ ژوئیه ۲۰۰۹
- سقوط هواپیما در نزدیکی قزوین ۱۶۸ کشته برجا گذاشت

مقامات ایران می‌گویند که پرواز شماره ۷۹۰۸ هواپیمایی کاسپین که از تهران به ایروان در حرکت بود، در نزدیکی روستای جنت‌آباد قزوین سقوط کرده و تمام ۱۶۸ سرنشین آن کشته شده‌اند. این هواپیما از نوع هواپیماهای توپولوف-۱۵۴ ساخت روسیه و متعلق به هواپیمایی کاسپین بوده‌است. بی‌بی‌سی فارسی، دویچه وله فارسی، رادیو بین‌المللی فرانسه
- عبور کشتی‌های جنگی اسرائیل از کانال سوئز

دو کشتی جنگی نیروی دریایی اسرائیل از کانال سوئز که در اختیار مصر است و مسیر رسیدن آن‌ها به آب‌های نزدیک ایران را بسیار کوتاه می‌کند، عبور کرده‌اند. رسانه‌های اسرائیلی عبور دو کشتی کلاس «سار» از این کانال که قابلیت پرتاب موشک را دارد، حامل «پیامی برای ایران» دانسته‌اند. بی‌بی‌سی فارسی
- اوباما با رهبران یهودیان آمریکا دیدار کرد

باراک اوباما، رئیس جمهور ایالات متحده آمریکا، در کاخ سفید با رهبران یهودیان آمریکا دیدار کرد. برخی از رهبران یهودی آمریکا از منتقدان سیاست خارجی باراک اوباما نسبت به اسرائیل هستند. بی‌بی‌سی فارسی
- نخست وزیر سابق لهستان به ریاست پارلمان اروپا برگزیده شد

یرژی بوزک، نخست وزیر سابق لهستان به ریاست پارلمان اروپا برگزیده شد. یرژی بوزک نخستین سیاستمدار اروپای شرقی است که در رأس یک نهاد مهم اتحادیه‌ی اروپا قرار می‌گیرد. یرژی بوزک در دانشگاه استاد شیمی بوده و در کنار لخ والسا در پایه‌گذاری سندیکای مستقل سولیدارنوش (همبستگی) دست داشته که در پیکار مردم و کارگران لهستان برای نیل به آزادی، نقش بارزی ایفا کرد. دویچه وله فارسی
- اعدام ۱۳ عضو جندالله در ایران

دادگستری ‌سیستان و بلوچستان از اعدام ۱۳ عضو گروه جنبش مقاومت ملی ایران موسوم به «جند‌الله» خبر داده‌است. در میان اعدام‌شدگان، نامی از عبدالحمید ریگی، برادر عبدالمالک ریگی (رهبر این گروه) دیده نمی‌شود. رادیو زمانه، العربیه فارسی

## ۱۶ ژوئیه ۲۰۰۹
- میرحسین موسوی در نماز جمعه تهران «شرکت خواهد کرد»

میرحسین موسوی، طی بیانیه‌ای اعلام کرد که در نماز جمعه این هفته تهران که از آن به‌عنوان «نماز جمعه‌ای تاریخی» سخن می‌رود، شرکت خواهد کرد. امامت این نماز جمعه برای نخستین بار پس از برگزاری دهمین دوره انتخابات ریاست جمهوری ایران برعهده‌ی اکبر هاشمی رفسنجانی است. دویچه وله فارسی، بی‌بی‌سی فارسی
- فضاپیمای اندور راهی فضا شد

آژانس فضایی آمریکا، بالاخره در ششمین تلاش خود موفق به پرتاب فضاپیمای اندور به فضا شده‌است. پنج برنامه قبلی پرتاب این فضاپیما از پایگاه فضایی کندی در فلوریدا، به علت هوای بد یا نشت سوخت به تاخیر افتاده‌بود. خدمه این فضاپیما ۱۱ روز را در ایستگاه فضایی بین‌المللی سپری خواهند کرد تا عملیات ساخت یک واحد آزمایشگاه ژاپنی را تکمیل کنند. بی‌بی‌سی فارسی
- اسرائیل یک سیستم جدید دفاع ضدموشکی را «با موفقیت» آزمایش کرد

اسرائیل در خاک خود یک سیستم پیشرفته‌ی دفاعی را با موفقیت آزمایش کرد. وزارت دفاع اسرائیل با اعلام این موضوع گفته‌است که به کمک این سیستم دفاع ضدموشکی جدید، برای نخستین بار چندین موشک با برد نزدیک به طور هم‌زمان در آسمان منفجر شده‌اند. دویچه وله فارسی، یدیعوت اخرونوت

## ۱۷ ژوئیه ۲۰۰۹
- هاشمی رفسنجانی: بخش بزرگی از مردم در نتیجه انتخابات تردید دارند

اکبر هاشمی رفسنجانی رئیس مجلس خبرگان رهبری و مجمع تشخیص مصلحت نظام، در اولین حضورش در نماز جمعه بعد از انتخابات خواستار آزادی بازداشت‌شدگان و دلجویی از آسیب‌دیدگان ناآرامی‌های اخیر ایران و احیا اعتماد مردم به «جمهوری اسلامی» شد. وی ضمن دعوت همه به حفظ وحدت اعلام کرد که برای فرونشاندن «بحران»، چند پیشنهاد دارد که عمده ترین آنها حفظ اعتماد مردم به حکومت است. او ضمن انتقاد از عملکرد صدا و سیما و شورای نگهبان و با اشاره به این‌که بخش عظیمی از مردم کشور نسبت به صحت نتایج انتخابات تردید دارند، گفت که این پیشنهادها را با برخی از اعضای مجلس خبرگان و مجمع تشخیص مصلحت نظام در میان گذاشته‌است. گزارش‌های رسیده از تهران حاکی از حضور گسترده معترضان به نتایج انتخابات در محل برگزاری نماز جمعه‌است. بنا به این گزارش‌ها نیروهای امنیتی در درگیری با معترضان از باتوم و گاز اشک آور استفاده کرده‌اند. رادیو زمانه، بی‌بی‌سی فارسی رادیو فرانسه
- شادی صدر دستگیر شد

شادی صدر، وکیل دادگستری و فعال حقوق زنان، صبح امروز در حالیکه از خیابان بلوار کشاورز قصد رفتن به نماز جمعه این هفته را داشت توسط نیروهای لباس شخصی دستگیر شد.بی‌بی‌سی فارسی
- دو انفجار شدید جاکارتا را لرزاند

دو انفجار شدید و تقریباً هم‌زمان، دو هتل ریتز-کارلتون و ماریوت در منطقه تجاری شهر جاکارتا، پایتخت اندونزی را لرزاند. به گفته پلیس، این انفجارها باعث کشته‌شدن حداقل ۹ نفر و زخمی شدن ۴۲ تن دیگر شده‌است. رادیو زمانه، بی‌بی‌سی فارسی
- دولت آمریکا یک و نیم میلیارد دلار به مبارزه با آنفلوانزای خوکی اختصاص داد

دولت آمریکا بیش از یک و نیم میلیارد دلار برای مبارزه با آنفلوانزای خوکی هزینه خواهد کرد. این مبلغ صرف خرید واکسن ضد این بیماری و سازماندهی ایستگاه‌های واکسیناسیون خواهد شد. دویچه وله فارسی
- مشایی معاون اول رئیس‌جمهور ایران شد

اسفندیار رحیم مشایی معاون اول رئیس‌جمهور ایران شد. وی جایگزین پرویز داوودی در این سمت می‌شود. مشایی در دولت اول احمدی‌نژاد رئیس سازمان میراث فرهنگی، صنایع دستی و گردشگری بود. احمدی‌نژاد همچنین مجتبی ثمره هاشمی را دستیار ارشد خود کرد و مسعود زریبافان را به ریاست بنیاد شهید و علی‌اکبر صالحی را به ریاست سازمان انرژی اتمی برگزید. رادیو فرانسه
- اسماعیل فصیح مُرد

اسماعیل فصیح، رمان نویس و مترجم ایرانی عصر روز پنجشنبه ۲۵ تیرماه در بیمارستان شرکت نفت تهران مُرد. بی بی سی فارسی

## ۱۸ ژوئیه ۲۰۰۹
- پشتیبانی صدراعظم آلمان از حقوق و آزادی ایرانیان

آنگلا مرکل، صدراعظم آلمان از جمهوری اسلامی ایران خواست تا موازین حقوق‌بشر را رعایت کند. او گفت، «بیست سال پس از فروریختن دیوار برلین، وظیفه آلمان حمایت از انسان‌هایی است، که در دیگر نقاط جهان برای کسب آزادی به پا خواسته‌اند». دویچه وله فارسی

## ۱۹ ژوئیه ۲۰۰۹
- کارمند سفارت بریتانیا در تهران آزاد شد

حسین رسام، تحلیل‌گر سیاسی ارشد سفارت بریتانیا در تهران که پس از انتخابات ایران بازداشت شده بود، با قید وثیقه، از زندان آزاد شد. او آخرین کارمند ایرانی سفارت بریتانیا است که با قید وثیقه آزاد شده است. بی‌بی‌سی فارسی، رادیو فردا
- طالبان ویدئو یک سرباز اسیر آمریکایی را منتشر کرد

طالبان در افغانستان یک نوار ویدئویی ۲۸ دقیقه‌ای را که به نظر یک سرباز اسیر عضو ارتش آمریکا را نشان می‌دهد، منتشر کرده‌است. این سرباز آمریکایی طبق گزارش‌ها، ماه پیش به اسارت طالبان در آمده بود. وزارت دفاع آمریکا انتشار این ویدئو را محکوم کرده و آن را بخشی از پروپاگاندا طالبان دانسته‌است. بی‌بی‌سی فارسی
- مصرف دخانیات در اماکن عمومی ترکیه ممنوع شد

از نیمه‌شب گذشته (۱۹ ژوئیه)، در ترکیه مصرف دخانیات در بسیاری از مکان‌های عمومی ممنوع شده است. از این پس کسی که در قهوه‌خانه‌‌ها، کافه‌ها، بارها، رستوران‌ها و کلوب‌های شبانه سیگار بکشد، یا اجازه‌ی سیگارکشی را بدهد، به شدت جریمه خواهد شد. دویچه وله فارسی

## ۲۰ ژوئیه ۲۰۰۹
- آتش سوزی جنگلی در کانادا هزاران نفر را مجبور به ترک منازل خود کرد

آتش سوزی شدید در جنگل‌های بریتیش کلمبیا در غرب کانادا بیش ۱۰.۰۰۰ نفر را مجبور به ترک منازل خود کرده است.آ.اف.پ
- برپایی دادگاه متهمان توطئه علیه دولت در ترکیه

محاکمه عوامل پرونده ارگنکون در سیلیوری، در حومه استانبول آغاز شده و امروز پنجاه و شش نفر از جمله چند ژنرال بازنشسته ارتش ترکیه، سیاستمدار، روزنامه نگار و استاد دانشگاه که متهم به برنامه ریزی علیه دولت هستند، محاکمه می‌شوند.بی‌بی‌سی
- نویسنده کتاب اجاق سرد آنجلا مُرد

فرانک مک کورت، نویسنده رمان پرفروش اجاق سرد آنجلا بر اثر ابتلا به بیماری سرطان یکشنبه بعد از ظهر در آسایشگاهی در نیویورک در سن ۷۸ سالگی مُرد.بی‌بی‌سی
- نوآم چامسکی و خوزه کازانوا در تحصن ایرانیان در نیویورک شرکت می‌کنند

نوآم چامسکی و خوزه کازانوا، دو چهرهٔ برجستهٔ آکادمیک در سطح جهان از اعتصاب غذا مقابل سازمان ملل متحد برای محکومیت سرکوب در ایران توسط نظام جمهوری اسلامی حمایت کردند. هنرمندان ایرانی از جمله گوگوش، ابی و فرامرز اصلانی نیز در این اقدام اعتراضی، به روشنفکران و اساتید ایرانی پیوسته‌اند. اعتصاب غذا و تحصن ایرانیان در مقابل سازمان ملل متحد در نیویورک، از چهارشنبه ۲۲ ژوئیه تا جمعه ۲۴ ژوئیه برگزار می‌شود. دویچه وله فارسی

## ۲۱ ژوئیه ۲۰۰۹
- درگیری‌های خشونت‌بار در میدان هفت تیر تهران

نیروهای ضد شورش همراه با نیروهای شبه‌نظامی (معروف به لباس شخصی‌ها)، با ضرب و شتم صدها معترض به نتایج انتخابات ریاست جمهوری در خیابان‌های مرکزی تهران و میدان هفت تیر، تلاش کردند تا مانع برگزاری تجمع آنها شوند. این تجمع به مناسبت گرامی‌داشت ۳۰ تیر ۱۳۳۱، که در آنروز هواداران مصدق با تظاهرات در شهرهای مختلف، شاه ایران را به پذیرش خواسته‌های خود مبنی بر کنار گذاشتن دولت قوام السلطنه مجبور کرده بودند، برگزار شد و خبرگزاری جبهه ملی نیز از بازداشت برخی از اعضای این جبهه، در این تجمع خبر داده‌است. معترضان شعارهایی علیه دولت محمود احمدی‌نژاد سر داده و شاهدان عینی از بازداشت ده‌ها تن خبر داده‌اندصدا و سیمای جمهوری اسلامی ایران از پخش این در گیری‌ها خودداری نمود. رویترز رادیو فردا، رادیو زمانه
- محمد کامرانی؛ یکی دیگر از کشته‌شدگان درگیری‌های تهران

محمد کامرانی، جوان ۱۸ ساله‌ای که در اعتراضات روز ۱۸ تیر سال ۱۳۸۸ بازداشت شده بود، روز ۲۵ تیر در اثر جراحات وارده، که معلوم نیست در جریان درگیری‌ها یا در زندان ایجاد شده، درگذشته‌است. بی‌بی‌سی فارسی
- طرح نمایندگان کنگره آمریکا برای تحریم بانک مرکزی ایران

برخی نمایندگان کنگره آمریکا طرحی ارائه کرده‌اند که از باراک اوباما می‌خواهد، تحریم‌های جدیدی علیه نظام جمهوری اسلامی ایران، از جمله بانک مرکزی ایران وضع کند. این اقدام برای بازگشت ایران بر سر میز گفت‌وگوی مستقیم یا توقف غنی‌سازی اورانیوم در نظر گرفته شده‌اند. دویچه وله فارسی

## ۲۲ ژوئیه ۲۰۰۹
- حمایت آیت الله دستغیب از خطبه‌های هاشمی رفسنجانی در نماز جمعه تهران

آیت الله سید علی محمد دستغیب از اعضای مجلس خبرگان رهبری در دفاع از موضع گیری اخیر علی اکبر هاشمی رفسنجانی در مراسم نماز جمعه گذشته سخن گفته‌ است.بی‌بی‌سی فارسی ،پایگاه اطلاع رسانی آیت الله سیدعلی محمد دستغیب
- آغاز اعتصاب غذای عده‌ای از ایرانیان در نیویورک

جمعی از ایرانیان مقیم آمریکا، در اعتراض به نتیجه انتخابات ریاست جمهوری در ایران، وقایع پس از آن و خشونت علیه معترضان، از روز چهارشنبه، ۲۲ ژوئیه مقابل ساختمان سازمان ملل متحد در نیویورک دست به اعتصاب غذا زده‌اند.بی‌بی‌سی فارسی
- ابراز نگرانی مجدد دیده بان حقوق بشر از وضعیت زندانیان در ایران

سازمان دیده‌بان حقوق بشر در گزارش تازه خود از تحت فشار بودن زندانیان درگیری‌های اخیر در ایران و خانواده‌های آنها ابراز نگرانی کرده و در گزارش روز ۲۱ ژوئیه خود آورده‌است مقامات ایرانی، طرفداران نامزدهای اصلاح طلب در انتخابات ریاست جمهوری را تحت فشار گذاشته‌اند تا چهره‌های اصلاح طلب را به دست داشتن در اقدامات غیرقانونی متهم کنند. بی بی سی فارسی
- آسیا شاهد خورشیدگرفتگی کامل و طولانی

میلیون‌ها نفر از مردم قاره آسیا روز چهارشنبه شاهد طولانی ترین خورشیدگرفتگی قرن حاضر، که از جمله بخش‌هایی از هند و چین را در تاریکی فرو می‌برد، هستند.بی‌بی‌سی فارسی

## ۲۳ ژوئیه ۲۰۰۹
- همبستگی ۴۲ نهاد عرب با معترضان ایرانی

۴۲ سازمان مدافع حقوق بشر در کشورهای عربی (فلسطین، لبنان، عراق، سوریه، تونس، بحرین، یمن، مصر، مراکش و اردن) طی بیانیه‌ای انزجار شدید خود را از آنچه «همه اشکال سبعانه سرکوب مقامات ایرانی علیه جمعیت وسیعی از مردم ایران در اعتراضات مسالمت‌آمیز به روند انتخابات»، نامیدند، نشان داده و همبستگی خود را با معترضان ایرانی اعلام کردند. این بیانیه اعتراضات اخیر را «بزرگترین چالش حکومت ایران در این سی سال» دانسته و نسبت به احتمال اعمال «مجازات خشن و ناعادلانه علیه دگراندیشان» ابراز نگرانی کرده‌است. رادیو زمانه
- برقراری مجدد خدمات پیام کوتاه (اس‌ام‌اس) در ایران

چهل روز پس از قطع سیستم ارسال پیام‌های کوتاه (پیامک)، شرکت مخابرات ایران گفته‌است که این سیستم از ساعت یک بامداد روز پنجشنبه، ۲۳ ژوئیه (۱ مرداد)، مجددا در تهران برقرار شده و در دسترس کاربران قرار گرفته‌است. بی‌بی‌سی فارسی] اطلاعات بیشتر از ویکی‌پدیای فارسی
- پخش اعترافات بازداشت‌شدگان اخیر نارامی‌های ایران

اعتراضات به نتایج انتخابات ریاست جمهوری ایران:در پی درخواست کمیته ویژه رسیدگی به ناآرامی‌های اخیر و موافقت وزارت اطلاعات اعترافات بازداشت‌شدگان این حوادث از صدا و سیمای جمهوری اسلامی ایران پخش می‌شود.روزنامه اعتماد ملی 

## ۲۴ ژوئیه ۲۰۰۹
- سانحه هواپیمای مسافری در فرودگاه مشهد بیش از ده‌ها کشته و زخمی بر جای گذاشت

بر اثر سانحه و آتش سوزی هواپیمای مسافری ایلیوشین آی‌ال-۶۲ تهران-مشهد با شماره پرواز ۱۵۲۵ متعلق به هواپیمایی آریاتور تعداد ۱۷ نفر کشته و ۱۹ نفر مجروح شدند. رئیس هیئت مدیره شرکت هواپیمایی آریا یکی از کشته‌شدگان است. (اطلاعات بیشتر) ایرنا ،بی‌بی‌سی فارسی
- سخنرانی فعالان مدنی در دومین روز از اعتصاب غذای عده‌ای از ایرانیان در نیویورک

در دومین روز از اعتصاب غذای جمعی از ایرانیان مقیم آمریکا در اعتراض به نتیجه انتخابات ریاست جمهوری در ایران و خشونت علیه معترضان، مقابل ساختمان سازمان ملل متحد در نیویورک تعدادی از روشنفکران و فعالان سیاسی و مدنی سخنرانی کردند. رادیو فردا
- آکادمی علوم نیویورک: «وزیر علوم ایران عضو ما نیست»

آکادمی علوم نیویورک، عضویت محمد مهدی زاهدی، وزیر علوم، تحقیقات و فناوری ایران، در این نهاد علمی را تکذیب کرده‌است. این درحالی است که به نوشته  وب‌گاه وزارت علوم ایران، محمد مهدی زاهدی، وزیر علوم دولت محمود احمدی‌نژاد، از سال ۱۳۷۶ خورشیدی، تا کنون عضو این آکادمی علمی بوده‌است. بی‌بی‌سی فارسی
- بازداشت گسترده مقام‌های ایالتی در نیوجرسی

پلیس فدرال آمریکا (اف‌بی‌آی)، بیشتر از چهل متهم به فساد دولتی و پول‌شویی در ایالت نیوجرسی را بازداشت کرده‌است. سه شهردار، دو عضو مجلس ایالتی نیوجرسی و تعدادی خاخام از دستگیرشدگان هستند. به گفته مقام‌های قضایی، سیصد مامور اف‌بی‌آی در بازداشت گسترده این افراد در دو ایالت نیوجرسی و نیویورک شرکت داشته‌اند. بی‌بی‌سی فارسی
- خامنه‌ای فرمان برکناری مشایی را صادر کرد

سید علی خامنه‌ای در یک حکم حکومتی خطاب به محمود احمدی‌نژاد برکناری اسفندیار رحیم مشایی را از معاونت اول ریاست‌جمهوری خواستار شد. ایلنا

## ۲۵ ژوئیه ۲۰۰۹
- اعتراضات در سراسر جهان به برخورد حکومت ایران با معترضان

در اعتراض به سرکوب معترضان به نتایج انتخابات در ایران توسط حکومت این کشور، روز شنبه ۳ مرداد (۲۵ ژوئیه) در سراسر جهان تجمع‌هایی برگزار گردید و تجمع کنندگان خواستار پایان‌یافتن برخوردهای خشونت‌آمیز و آزادی زندانیان سیاسی در ایران شدند. برخی از سرشناس‌ترین گروه‌های بین‌المللی مدافع حقوق بشر مانند عفو بین‌الملل و سازمان دیده‌بان حقوق بشر از مراسم «روز جهانی اتحاد برای ایرانیان» که در بیش از هشتاد شهر جهان برنامه‌ریزی شده‌بود، حمایت کرده‌اند. بی‌بی‌سی فارسی، دویچه وله فارسی، رادیو زمانه، رادیو فردا
- کروبی:آنچه بر مردم ایران می‌گذرد، تاسف بار است

مهدی کروبی، نامزد اصلاح‌طلب معترض به نتایج دهمین دوره انتخابات ریاست جمهوری ایران و رئیس مجلس اسبق این کشور در نامه‌ای به وزیر اطلاعات محسنی اژه‌ای، شرایط ایران را «شکننده» توصیف کرده و خواستار پایان دادن به «بازداشت‌های غیر قانونی و بازجویی‌های قرون وسطایی» شهروندان ایرانی شده‌است.بی‌بی‌سی فارسی و اعتماد ملی
- طرح سنای آمریکا برای حمایت از «قربانیان سانسور در ایران»

مجلس سنای آمريکا با تصويب طرحی خواستار اختصاص  ۵۰ ميليون دلار برای کمک به مردم ايران برای مقابله با سانسور اينترنت به وسيله حکومت ايران شده‌است. این طرح پنج‌شنبه ‌شب به اتفاق آرا به تصویب نمایندگان سنای آمریکا رسید. رادیو فردا
- اسرائیل: «ونزوئلا گذرنامه‌های جعلی به مسئولان ایرانی می‌دهد»

وزارت امور خارجه اسرائیل، دولت ونزوئلا را متهم کرد که برای تسهیل رفت و آمد مسئولان نظام جمهوری اسلامی ایران در منطقۀ آمریکای لاتین، گذرنامه‌های جعلی در اختیار مقامات ایرانی قرار می‌دهد. رادیو بین‌المللی فرانسه
- مشایی رئیس دفتر احمدی‌نژاد شد

در پی حکم حکومتی علی خامنه‌ای مبنی بر کنارگذاشتن اسفندیار رحیم‌مشایی از سمت معاون اولی، محمود احمدی‌نژاد وی را به سمت مشاور و رئیس دفتر خود منصوب کرده‌است. بی‌بی‌سی فارسی
- وزیر صنایع ایران به سرقت فکری محکوم شد

علی‌اکبر محرابیان وزیر صنایع و خواهرزاده احمدی‌نژاد به تقلب در ثبت اختراع اتاق امن زلزله محکوم شد. محرابیان طرح اتاق امن زلزله را در اداره ثبت شرکت‌ها و مالکیت صنعتی به نام خود و موسی مظلوم ثبت کرده و سپس کتابی به همین عنوان به چاپ رسانده بود. براساس حکم دادگاه عمومی تهران که دادگاه تجدیدنظر استان آن را تأیید کرده این طرح تقلیدی از طرح فرزاد سلیمی بوده و هیچ نکته جدیدی ندارد. سلیمی در سال ۸۲ طرح خود را به شهرداری تهران ارائه داده‌بود. همشهری، روزنامه خبر

## ۲۶ ژوئیه ۲۰۰۹
- هاشمی رفسنجانی بر مواضع پیشین خود تأکید کرد

علی‌اکبر هاشمی رفسنجانی در دیدار با گروهی از استادان دانشگاه علم و صنعت ایران، بر مواضع پیشین خود مبنی بر لزوم آزادی بازداشت‌شدگان ناآرامی‌های اخیر در ایران تأکید کرد. وی در عین حال وجود اختلاف در سطوح بالای نظام جمهوری اسلامی را رد کرد و اختلاف‌های کنونی در حاکمیت ایران را «مربوط به انتخابات و عوارض آن» دانست. هاشمی ابراز امیدواری کرد که علی خامنه‌ای رهبر جمهوری اسلامی برای عبور از این وضعیت وارد عمل شود.
دویچه‌وله، بی بی سی فارسی
- موسوی اردبیلی: بازداشت‌شدگان را آزاد کنید

آیت‌الله عبدالکریم موسوی اردبیلی از مراجع تقلید شیعه، خواستار آزادی هر چه سریع‌تر بازداشت‌شدگانی که جرم آنها «احراز» نشده و دلجویی از خانواده‌های کشته شدگان حوادث اخیر شد. وی ضمن «تاسف‌بار» خواندن اتفاقات اخیر ایران، گفت: «بیم آن می‌رود که ادامه این وضعیت، باعث تضعیف پایه‌های نظام و اعتماد عمومی به آن گشته و زمینه‌ساز فتنه‌هایی بس عظیم و بزرگ گردد.» رادیو زمانه
- مرگ امیر جوادی فر یکی دیگر از بازداشتی‌های ۱۸ تیر

روزنامه اعتماد چاپ تهران گزارش داده‌است که امیر جوادی‌فر که در جریان اعتراضات روز ۱۸ تیر دستگیر شده بود در زندان جان باخته‌است ،با انتشار تدریجی خبر درگذشت برخی از کسانی که در جریان ناآرامی‌های پس از انتخابات ایران دستگیر شده بودند نگرانی‌ها در مورد سرنوشت سایر بازداشتی‌ها به شدت بالا گرفته و حتی از سوی برخی چهره‌های محافظه کار حامی دولت نیز مطرح شده‌است.بی‌بی‌سی فارسی+اطلاعات بیشتر
- برکناری وزیراطلاعات و تسلیم استعفانامه وزیر ارشاد ایران

 غلامحسین محسنی اژه‌ای وزیر اطلاعات ایران از کاربرکنارشد.محمد حسین صفار هرندی وزیر فرهنگ وارشاد اسلامی ایران نیز استعفانامه خود را تسلیم دولت کرد.بی بی سی فارسی ، خبرگزاری ایرنا

## ۲۷ ژوئیه ۲۰۰۹
- محسن شادی موفقیتی تاریخی برای ایران کسب کرد

محسن شادی نقده، پاروزن ایرانی که در رقابت‌های روئینگ قهرمانی زیر ۲۳ سال جهان در جمهوری چک شرکت داشت موفق شد در فینال رشته پاروزنی تک نفره ویژه ورزشکاران سبک وزن (کمتر از ۷۰ کیلوگرم)، حریفانی از برزیل، آلمان و صربستان را پشت سر گذاشته و اولین مدال طلای تاریخ ایران در این رشته ورزشی را کسب کند.بی‌بی‌سی فارسی

## ۲۸ ژوئیه ۲۰۰۹
- بازداشتگاه کهریزک تعطیل شده ‌است

بازداشتگاه کهریزک از محل‌های نگهداری بازداشتیان اعتراضات انتخاباتی که در جنوب تهران واقع شده است، به دلیل غیر استاندارد بودن شرایط آن به دستور رهبر جمهوری اسلامی تعطیل شده و دادستان تهران وعده رسیدگی به وضعیت زندانیان را داده‌است. بی‌بی‌سی فارسی
- ۱۴۰ نفر از بازداشت شدگان ناآرامی‌های اخیر ایران آزاد شدند

سخنگوی کمیسیون امنیت ملی و سیاست خارجی مجلس از تصمیم دادستانی تهران برای آزادی ۱۴۰ نفر از زندانیان وقایع اخیر خبر داد و اعلام کرد تنها ۱۵۰ نفر دیگر از بازداشت شدگان اخیر در زندان اوین هستند. همچنین شادی صدر، فعال حقوق زنان نیز پس از ۱۱ روز بازداشت از زندان آزاد شد و احمدی‌نژاد هم در نامه‌ای به رئیس قوه قضائیه خواست «طعم گوارای محبت دینی و ملی را به بازداشت‌شدگان چشانده و كام خانواده‌های محترمشان را با آزادی آنان شيرين سازد.»بی‌بی‌سی فارسی و خبرگزاری مهر ایلنا

## ۲۹ ژوئیه ۲۰۰۹
- دولت عراق کنترل اردوگاه اشرف را در دست گرفت

نیروهای امنیتی عراق وارد اردوگاه اشرف شده و کنترل این اردوگاه که سکونت‌گاه اعضای سازمان مجاهدین خلق ایران است را به دست‌گرفته‌اند. سخنگوی دولت عراق می‌گوید نیروهای دولتی این کشور «بدون استفاده از خشونت» وارد اردوگاه اشرف در شمال بغداد شده‌اند، در حالیکه خبرگزاری‌ها، از کشته شدن ۷ تا ۸ نفر خبر داده‌اند. ساکنان این اردوگاه نیز از استفاده نیروهای عراقی از گاز اشک‌آور و باتوم و مجروح شدن بسیاری سخن میگویند. سازمان عفو بین‌الملل از بحرانی شدن وضعیت مجاهدین خلق در اردوگاه اشرف عراق ابراز نگرانی کرد و «جامعه بین‌المللی دفاع از حقوق بشر» نیز در برلین گفت که تحویل اعضای این سازمان به ایران به معنای «شکنجه و مرگ حتمی» آنان است. دویچه وله بی‌بی‌سی فارسی
- آغاز محاکمه شماری از معترضان از هفته آینده

خبرگزاری رسمی ایران گزارش می دهد که محاکمه حدود ۲۰ نفر از کسانی که در جریان اعتراضات بر سر نتایج انتخابات با اتهاماتی چون «حمله به مراکز نظامی با سلاح گرم و سرد و بمب های آتش زا»، «ضرب و شتم مامورین انتظامی و امنیتی»، «ارتباط با گروه‌های معاند و محارب» و «تهیه گزارش برای رسانه های بیگانه و دشمن» دستگیر شده بودند ،هفته آینده آغاز خواهد شد. بی بی سی فارسی

## ۳۰ ژوئیه ۲۰۰۹
- تظاهرات معترضان در خیابانهای اطراف مصلی و نقاط مرکزی تهران

به نقل از شاهدان عینی، به منظور گرامیداشت چهلم کشته شدگان معترضان به نتایج انتخابات، نزدیک به سه هزار نفر در خیابان های اطراف مصلی تهران دست به تظاهرات مسالمت‌آمیز زده‌اند و پلیس با ضرب و شتم  معترضان و استفاده از گاز اشک آور، برای جلوگیری برگزاری این تجمع وارد عمل شده است. بنابر گزارش‌های رسیده خیابان ولیعصر به سمت شمال از میدان ولیعصر به سمت خیابان‌های فاطمی، یوسف آباد و خیابان‌های تخت طاووس و عباس آباد، همچنین تمام کوچه‌های و خیابان‌های منتهی به این خیابان، شاهد حضور پرشمار  معترضان است. همچنین صدای بوق خودرو‌ها که در همراهی با معترضین به صدا در آمده، تمام این منطقه را در بر گرفته است. رادیو فردا
- خشونت و درگیری در نقاط مختلف تهران

پلیس ایران روز پنج‌شنبه با خشونت علیه شرکت‌کنندگان در مراسم سوگواری برای کشته‌شدگان وقایع اخیر برای متفرق کردن آنان، رفتار کرد. خبرگزاری‌های بین‌المللی به نقل از شاهدان عینی از حضور میرحسین موسوی و مهدی کروبی در بهشت زهرا خبر داده‌اند و نیروهای امنیتی، میرحسین موسوی را وادار به ترک بهشت زهرا کردند. عده‌ای نیز از شرکت کنندگان در این مراسم نیز بازداشت شدند. دویچه وله، بی بی سی فارسی
- جعفر پناهی در بهشت زهرای تهران بازداشت شد

جعفر پناهی، مهناز محمدی و  رخساره قائم مقامی دو فیلمساز ایرانی که صبح امروز به همراه گروه دیگری از فیلمسازان و مستندسازان برای گذاشتن گل بر مزار کشته شدگان حوادث اخیر به بهشت زهرا رفته بودند، بازداشت شده‌اند. بی‌بی‌سی

## ۳۱ ژوئیه ۲۰۰۹
- بابی رابسون درگذشت

سر بابی رابسون، سرمربی و بازیکن پیشین تیم ملی فوتبال انگلستان در سن ۷۶ سالگی و پس از نبردی طولانی با سرطان درگذشت.بی‌بی‌سی فارسی
- فیس‌بوک دامنه ir. را پس گرفت

بر اساس حکم سازمان جهانی مالکیت معنوی (WIPO) که زیر نظر سازمان ملل متحد اداره می‌شود، مالک فعلی دامنه اینترنتی facebook.ir باید این دامنه را به شرکت فیس‌بوک که در ایالات متحده آمریکا قرار دارد، واگذار کند. فیس‌بوک که چندی پیش و هم‌زمان با اعتراضات سراسری مردم ایران ، نسخه فارسی خود را راه‌اندازی کرد، دامنه اصلی خود را به قیمت دویست‌هزار دلار خریده‌است. بی‌بی‌سی فارسی
- تهدید به اخراج درصورت شرکت در تظاهرات ضد حکومت ایران

به اجبارمقامات ایرانی، یک شرکت آلمانی مواد ساختمانی به نام Knauf Gips مجبور شد کارکنان خود را تهدید کند که در صورت شرکت درتظاهرات ضد حکومت ایران، اخراج خواهند شد.رادیو فرانسه
- ممنوعیت پخش آثار  محمدرضا شجریان از رادیوی ایران

معاون صدا در سازمان صدا و سیمای جمهوری اسلامی، اعلام کرده است که از این پس صدای محمدرضا شجریان حتی در ماه رمضان نیز از رادیو پخش نخواهد شد.رادیو فرانسه